# Graciela Aceves Pérez
Graciela del Rosario Aceves Pérez (Guadalajara, Jalisco, 6 de septiembre de 1931-13 de febrero de 2016) también referencia como Graciela Aceves de Romero, fue una política mexicana, miembro del Partido Acción Nacional (PAN). Fue tres veces diputada federal.

## Biografía
Realizó sus estudios básico en el Colegio Calazans de Guadalajara y los de secundaria y normal en la Escuela Normal de Occidente, donde egresó como maestra normalista; y luego hizo preparatoria y bachillerato tecnológico en medicina en la Escuela Preparatoria No. 2 de la Universidad de Guadalajara, así mismo fue licenciada en Educación egresada de la Universidad Pedagógica Nacional. Ejerció como maestra de educación primaria y fue director de tres escuelas.
Miembro del PAN desde 1952, campeona nacional de oratoria del partido en 1954. En 1967 fue candidata a diputada federal por el Distrito 12 del Distrito Federal, no logrando el triunfo, pero siendo elegida diputada de partido a la XLVII Legislatura de dicho año a 1970. En 1973 volvió a ser candidata por el mismo distrito electoral, igualmente sin ser elegida por mayoría, pero si nuevamente como representante de partido a la XLIX Legislatura que culminó en 1976. Finalmente, en 1979 fue elegida por tercera ocasión diputada federal pero en esta ocasión por el principio de representación proporcional —que se ejercía por primera ocasión a consecuencia de la reforma política de 1977—, a la LI Legislatura que terminó sus funciones en 1982.
Fue integrante del comité ejecutivo nacional del PAN de 1975 a 1984 y de comité del Distrito Federal de 1993 a 1996. Fue una destacada defensora de los derechos de las personas jubiladas, pensionadas y de la tercera edad, que la llevó a encabezar los siguientes cargos: miembro de la Asociación Juventud Acumulada, fundadora y presidenta de 1996 a 2004 de la asociación Acción Reivindicadora de Maestros Jubilados y Pensionados, confudadora y presidenta colegidad de 1998 a 2004 de la Federación Nacional de Jubilidados y Pensionados, miembro de la caja de ahorro Juventud Acumulada, y secretaria de la Central Latinoamericana de Jubilados y Pensionados.
Falleció el 13 de febrero de 2016.